# Escuela de Arte de Albacete
La Escuela de Arte de Albacete es un centro formativo de enseñanzas artísticas profesionales con sede en la ciudad española de Albacete. 
Este centro neurálgico del arte en Albacete imparte tanto Enseñanzas Artísticas Profesionales de grado medio y grado superior como el Bachillerato de Artes en sus dos vías. Es un centro de titularidad pública, que depende de la Consejería de Educación, Cultura y Deportes de Castilla-La Mancha.

## Historia
En 2006 se aprobó la licitación de las obras para la construcción del centro educativo, por un presupuesto base de 4.949.873,50 euros, según recogía el Diario Oficial de Castilla-La Mancha.
El centro comenzó las enseñanzas en el curso 2007-2008 con cerca de doscientos alumnos y veinticuatro profesores, aunque dispone de espacio suficiente para albergar a setecientos alumnos y más de cien profesores. En el curso 2015-2016 ya contaba con 500 alumnos.

## El centro
Situada en la calle José Carbajal, frente a la Casa de la Cultura José Saramago (sede de la Universidad Popular de la capital), la Escuela de Arte de Albacete se instala en un edificio de tres plantas con una superficie construida de 5.148,28 m².
El centro, dotado de la última tecnología, dispone de varias salas dedicadas a la enseñanza además de contar con una galería de exposiciones creadas por los alumnos del centro.

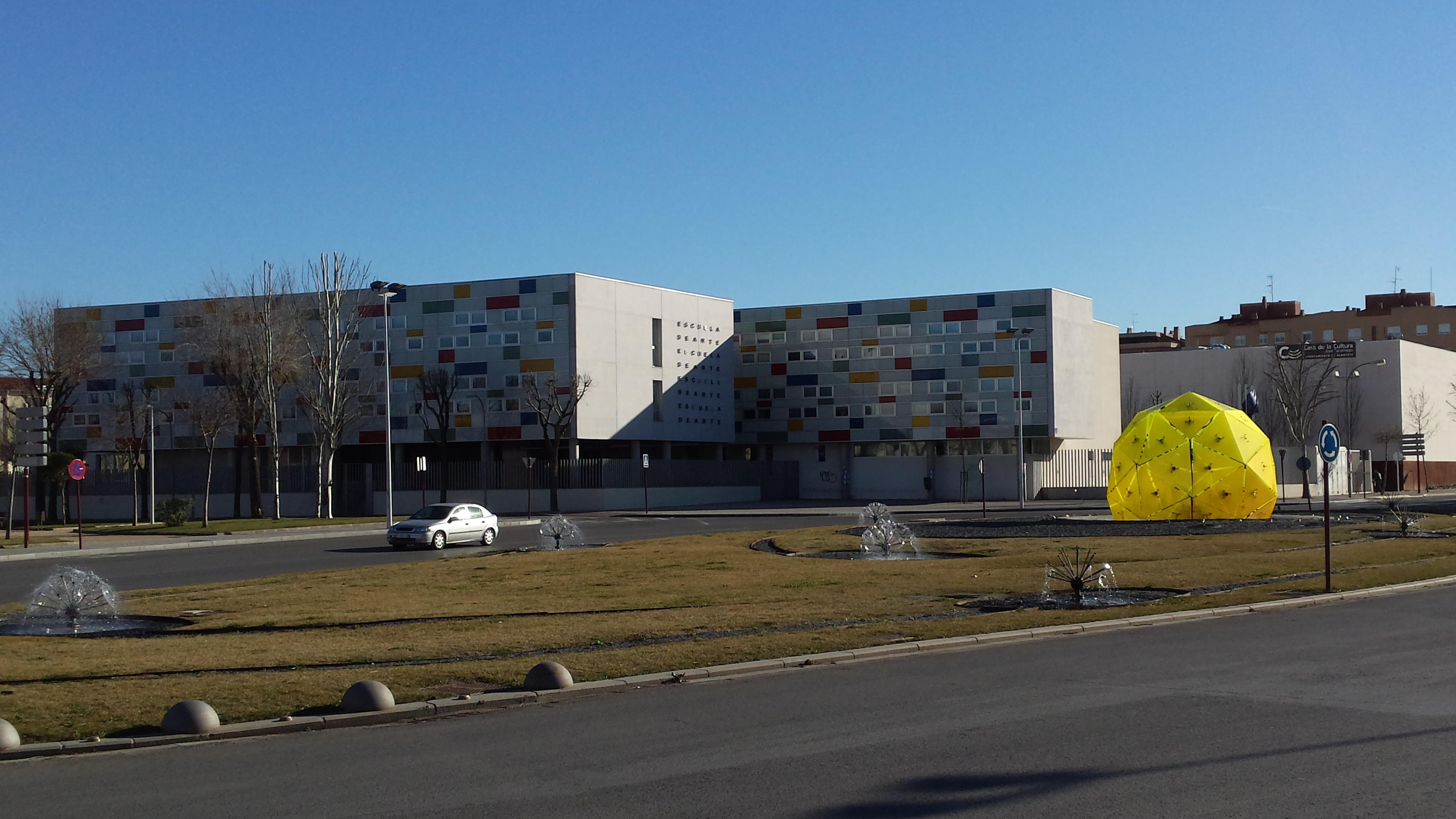
Vista de la Escuela de Arte de Albacete desde la plaza Elíptica

## Oferta educativa
La escuela de arte imparte las siguientes enseñanzas:
- Ciclos Formativos de Grado Medio:
  - Asistencia al producto gráfico interactivo

- Ciclos Formativos de Grado Superior:
  - Arquitectura efímera
  - Fotografía
  - Gráfica impresa
  - Proyectos y dirección de obras de decoración
  - Escaparatismo
  - Artes plásticas y diseño de animación

- Bachillerato de Artes en sus dos vías:[5]
  - Artes escénicas, música y danza
  - Artes plásticas, imagen y diseño

En enero de 2014 el centro consiguió la Carta Erasmus para el periodo 2014-2020 que lo habilitó para la solicitud y participación en diversos programas de carácter europeo.